# Jamyang Chödrag
Jamyang Chödrak (1478-1513) was een Tibetaans tulku. Hij was de derde gyalwang drugpa, de belangrijkste geestelijk leider van de drugpa kagyütraditie in het Tibetaans boeddhisme.

## Biografie
Hij werd geboren in het zuiden van Tibet. Sinds Tsangpa Gyare, die in 1180 het Ralung-klooster stichtte, controleerden zijn nakomelingen het klooster en de landgoederen. Na het overlijden van de tweede Drukchen in 1476, Kunga Peljor, waren er geen mannelijke nakomelingen meer om als zijn reïncarnatie te kunnen optreden. Volgelingen van Peljor zochten daarna buiten de Gya familie-clan om de incarnatielijn te kunnen voortzetten. Zijn studenten herkenden daarna Jamyang Chodrak als reïncarnatie van de 2e Drukchen. De Gya-clan wilde de controle over Ralung niet loslaten. Hoewel ze Chodrak als reïncarnatie van Kunga Peljor erkenden, werd het hem niet toegestaan abt van Ralung te worden, dat bleef in handen van de Gya. Voor Chodrak werd een nieuw klooster gebouwd waaraan hij leiding kon geven, Tashi Tongmon.
Op 11-jarige leeftijd werd Chodrak ingewijd in aanwezigheid van circa 800 student-monniken van Kunga Peljor. Hij kreeg daarna onderwijs van leden van de Gya-familie, met name Drukpa Kunle (1455-1529). Een student van Kunga Peljor gaf tantra-praktijken aan hem door. Jamyang Chodrak was van belang voor het doorgeven van de Rechung Nyengyu, een traditie van lesgeven en praktijken, afkomstig van Milarepa's volgeling Rechung Dorje Drakpa (1085-1161). Chodrak ontving deze tradities van Tsangnyon Heruka, die Rechung's reïncarnatie zou zijn. Chodrak schreef diverse werken over deze traditie, en zou herhaaldelijk visioenen van Rechung hebben ontvangen.